# Championnat de Côte d'Ivoire féminin de basket-ball
Cet article traite uniquement de la compétition féminine. Pour la compétition féminine, voir Championnat de Côte d'Ivoire de basket-ball.
Le championnat de Côte d'Ivoire féminin de basket-ball ou Nationale 1 regroupe les 8 meilleures équipes féminines de basket-ball de Côte d'Ivoire.

## Palmarès
| Saison | Champion                           | Vice-champion                      |
| ------ | ---------------------------------- | ---------------------------------- |
| 1998   | ASEC Mimosas                       |                                    |
| 2004   | Abidjan Basket Club                | Club sportif d'Abidjan Treichville |
| 2008   | Abidjan Basket Club                |                                    |
| 2009   | Club sportif d'Abidjan Treichville |                                    |
| 2010   | Club sportif d'Abidjan Treichville |                                    |
| 2012   | Club sportif d'Abidjan Treichville |                                    |
| 2014   | Abidjan Basket Club (8)            | Club sportif d'Abidjan Treichville |
| 2016   | Club sportif d'Abidjan Treichville |                                    |
| 2021   | National Basket-ball Club          | Abidjan Basket Club                |
| 2022   | Abidjan Basket Club                | Société omnisports de l'Armée      |